# Адолф Кристиан фон Дона-Лаук
Адолф Кристиан фон Дона-Лаук (на немски: Adolph Christian Burggraf und Graf zu Dohna-Lauck; * 27 март 1718 в Райхертсвалде/Мораг, Варминско-Мазурско войводство; † 15 август 1780 във Вернигероде, Харц) е граф и бургграф на Дона-Лаук в окръг Пруска Холандия.
Той е третият син (от 13 деца) на граф и бургграф Адолф Кристоф фон Дона-Лаук (1683 – 1736) и Фреде-Мария фон Дона-Шлодиен (1695 – 1772), дъщеря на граф и бургграф Кристоф I фон Дона-Шлодиен (1665 – 1733) и Фреде-Мария фон Дона (1660 – 1729), дъщеря на граф Кристиан Албрехт фон Дона (1621 – 1677) и София Доротея ван Бредероде (1620 – 1678).
Братята му са Кристоф Белгикус (1715 – 1773), Йохан Фридрих (1716 – 1716), Александер (1719 – 1793), Фабиан Карл (1721 – 1761, в битка Торгау), Фридрих Вилхелм (1722 – 1788), Емил (1724 – 1747), Август (1729 – 1793), пруски генерал-майор (1792), и Лудвиг (1733 – 1787).
Адолф Кристиан фон Дона-Лаук умира на 62 години на 15 август 1780 г. във Вернигероде.

## Фамилия
Адолф Кристиан фон Дона-Лаук се жени на 4 декември 1750 г. в Шлодиен за София Вилхелмина фон Дона-Шлодиен (* 26 октомври 1726,Шлодиен; † 31 май 1754), дъщеря на бургграф и граф Карл Флорус фон Дона-Шлодиен (1693 – 1765) и бургграфиня и графиня Йохана Шарлота фон Дона-Шлобитен (1699 – 1726). Тя умира на 27 години. Те нямат деца.
Адолф Кристиан фон Дона-Лаук се жени втори път на 27 февруари 1755 г. във Вернигероде, Харц за Кристина Елеонора фон Щолберг (* 27 февруари 1723, Вернигероде; † 30 ноември 1786, Вернигероде), дъщеря на граф Кристиан Ернст фон Щолберг-Вернигероде (1691 – 1771) и София Шарлота фон Лайнинген (1695 – 1762). Те имат една дъщеря:
- Мария Шарлота фон Дона-Лаук (* 1 ноември 1757, Вернигероде; † 16 октомври 1794, Мариенвердер), омъжена на 5 юли 1788 г. в Мариенвердер за фрайхер Карл Вилхелм фон Шрьотер (* 9 април 1748, Вонсдорф; † 2 декември 1819, Кьонигсберг), син на фрайхер Фридрих Вилхелм фон Шрьотер (1712 – 1790)